# フランカヴィッラ・ビージオ
フランカヴィッラ・ビージオ（伊: Francavilla Bisio）は、イタリア共和国ピエモンテ州アレッサンドリア県にある、人口約500人の基礎自治体（コムーネ）。

## 地理

### 位置・広がり
| 隣接するコムーネは以下の通り。 - バザルッツォ - カプリアータ・ドルバ - ガーヴィ - パストゥラーナ - サン・クリストーフォロ - タッサローロ |

### 地震分類
イタリアの地震リスク階級 (it) では、3 に分類される
。

## 行政

### 分離集落
フランカヴィッラ・ビージオには、以下の分離集落（フラツィオーネ）がある。
- Bisio, Cascina della Signora